# Shiplake Lock

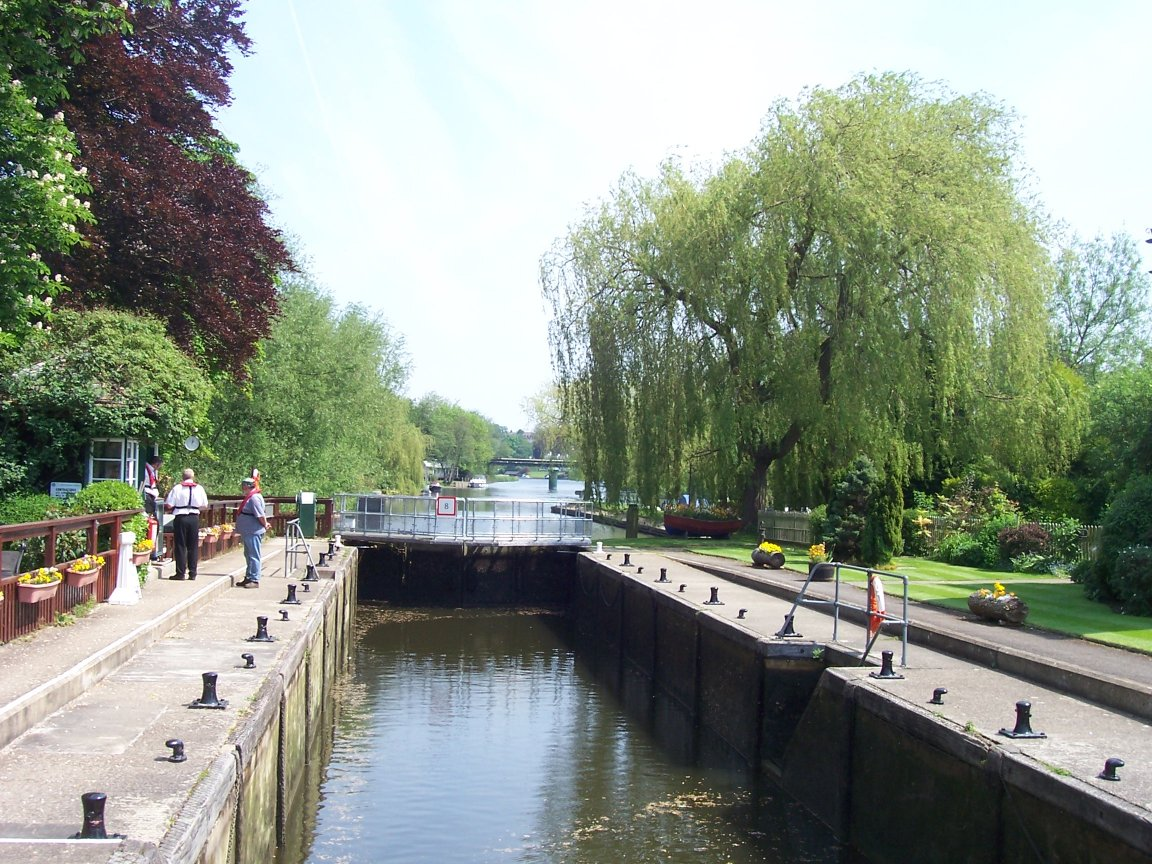
Das Shiplake Lock

Das Shiplake Lock ist eine Schleuse in der Themse bei Shiplake, in Oxfordshire, England. Sie liegt gerade oberhalb der Mündung des River Loddon in die Themse und der Shiplake Railway Bridge. Die Schleuse wurde 1773 von der Thames Navigation Commission gebaut.
Das Wehr liegt oberhalb der Schleuse und verbindet die Schleuseninsel mit dem Ufer in Berkshire.

## Geschichte
Ein Wehr und eine Stauschleuse werden an dieser Stelle bereits im 16. Jahrhundert erwähnt. Sie waren unter dem Namen Cotterell’s Lock bekannt, der auch nach dem Bau der Schleuse in Gebrauch blieb. Dies war die zweite der acht Schleusen, die nach der Neuregelung der Schifffahrt auf der Themse 1770 gebaut wurden. Sie wurde 1773 aus Fichtenholz gefertigt. Der Leinpfad flussaufwärts wurde zu dieser Zeit vom Ufer in Berkshire auf das Ufer in Oxfordshire verlegt. 1787 musste das Fichtenholz durch Eichenholz ersetzt werden, weil es verrottet war. Es gab zu dieser Zeit zwei Mühlen auf der Insel. Die Schleuse wurde 1874 erneuert und das Wehr wurde 1885 renoviert. 1891 kaufte die City of London Corporation die Insel zum Camping. 1907 wurden die verfallenen Mühlen abgerissen.
Das Shiplake Lock war die erste Schleuse in der Themse, die 1961 auf Hydraulikbetrieb umgestellt wurde. Im Winter 2009/2010 wurden die hölzernen Schleusentore für 600.000 £ durch Stahltore ersetzt.
Shiplake Lock war ein beliebter Angelplatz des jungen George Orwell und seiner Freunde um Jacintha Buddicom.

## Camping auf der Schleuseninsel
Die Corporation kaufte die Schleuseninsel, um sie zum Baden und Camping zu erhalten. Sie wurde vom Lands Committee der Corporation verwaltet. Doch erwiese sich die Verwaltung aus der Entfernung als schwierig und die Insel wurde 1914 auf Dauer an die Thames Conservancy verpachtet. Der Campingplatz wurde in 18 Parzellen aufgeteilt, die vom Schleusenwärter verwaltet wurden.
Bald nach der Übernahme durch die Thames Conservancy wurde es erlaubt Hütten nahe den Zelten zu bauen. Die Hütten sollten zum Kochen dienen, schlafen war in ihnen verboten. Frauen durften nicht auf der Insel schlafen, sondern mussten in Holzhütten am Oxfordshireufer übernachten.
Die Thames Conservancy und ihre Nachfolgeorganisationen die National Rivers Authority und die Environment Agency sind nicht bereit mehr als Einjahrespachtverträge an die Parzelleninhaber zu vergeben. Die Gemeinschaft ist trotzdem sehr beständig und Parzellen werden auch über Generationen hinweg von der gleichen Familie benutzt.

## Der Fluss oberhalb der Schleuse
Phillimore Island liegt gerade oberhalb der Schleuse. Etwas weiter folgen The Lynch und Hallsmead Ait sowie Buck Ait. Hier findet man den St Patrick’s Stream. Dieser Wasserlauf soll ein Zufluss der Themse gewesen sein, durch den Bau des Shiplake Lock soll sich der Wasserstand aber so erhöht haben, dass er zu einem Abfluss wurde und nun in den River Loddon mündet. Kurz nach der Sonning Bridge wird das Sonning Lock erreicht. Vor dem Weiler Sonning Eye zweigt ein Nebenarm der Themse ab, der von den Sonning Backwater Bridges überquert wird.
Der Themsepfad verläuft bis nach Sonning in Oxfordshire, dort überquert er die Brücke und führt zum Sonning Lock.